# Grand Prix de la ville de Vigo
Le Grand Prix de la ville de Vigo (en espagnol : Gran Premio Ciudad de Vigo) est une course cycliste amateure espagnole disputée à Vigo dans la province de Pontevedra en Galice. 
Créée en 1940, les premières éditions sont disputées sous forme de critérium. En 2001, la course intègre le calendrier UCI, dans la plus petite catégorie (1.5). À la création de l'UCI Europe Tour, la compétition est classée 1.2. Depuis 2007, le Grand Prix est uniquement disputée par des amateurs. À partir de 2012, il est organisé sur deux épreuves.

## Palmarès

### Grand Prix de la ville de Vigo I
| Année                            | Vainqueur                     | Deuxième               | Troisième                |  |
| -------------------------------- | ----------------------------- | ---------------------- | ------------------------ |  |
| Grand Prix de la ville de Vigo   |                               |                        |                          |  |
| 1940                             | Delio Rodríguez               |                        |                          |  |
| 1941-1957                        | Non-disputé                   |                        |                          |  |
| 1958                             | Rik Van Looy                  |                        |                          |  |
| 1959-1969                        | Non-disputé                   |                        |                          |  |
| 1970                             | José Casas                    |                        |                          |  |
| 1971-1972                        | ?                             |                        |                          |  |
| 1973                             | Sebastián Pozo                |                        |                          |  |
| 1974-1975                        | ?                             |                        |                          |  |
| 1976                             | Sebastián Pozo                |                        |                          |  |
| 1977                             | Andrés Oliva                  |                        |                          |  |
| 1978                             | José Luis Blanco              |                        |                          |  |
| 1979                             | Enrique Martínez Heredia      |                        |                          |  |
| 1980                             | Jesús Suárez Cueva            |                        |                          |  |
| 1981                             | Miguel Acha                   |                        |                          |  |
| 1982                             | Jesús Blanco Villar           |                        |                          |  |
| 1983                             | Jesús Blanco Villar           |                        |                          |  |
| 1984                             | Alfonso Gutierrez             |                        |                          |  |
| 1985                             | Non-disputé                   |                        |                          |  |
| 1986                             | Isidro Araújo                 |                        |                          |  |
| 1987                             | Non-disputé                   |                        |                          |  |
| 1988                             | Álvaro Pino                   |                        |                          |  |
| 1989                             | Jesús Blanco Villar           |                        |                          |  |
| 1990                             | Manuel Carrera                |                        |                          |  |
| 1991                             | Argimiro Blanco               |                        |                          |  |
| 1992                             | José Luis Sánchez de la Rocha |                        |                          |  |
| 1993                             | José Luis Sánchez de la Rocha |                        |                          |  |
| 1994                             | Miguel Gallego                |                        |                          |  |
| 1995                             | Juan José Rois                |                        |                          |  |
| 1996                             | Rogelio Alonso                |                        |                          |  |
| 1997                             | José Luis Sánchez de la Rocha |                        |                          |  |
| 1998                             | David García Dapena           |                        |                          |  |
| 1999                             | Óscar Pereiro                 |                        |                          |  |
| 2000                             | Fernando Ordoñez              |                        |                          |  |
| 2001                             | Pavel Brutt                   | Moisés Dueñas          | Emilio Gracia            |  |
| 2002                             | Nuno Marta                    | Ángel Rodríguez García | Enrique Salgueiro        |  |
| 2003                             | Rubén Tapias                  | Fernando Sousa         | Iván Gilmartín           |  |
| 2004                             | Claudio Faria                 | José Ramón Troncoso    | David Santoñeva          |  |
| 2005                             | José Carlos Rodrigues         | Eloy Teruel            | Ángel Gutiérrez Calzado  |  |
| 2006                             | César Quiterio                | David García Dapena    | Jacek Morajko            |  |
| 2007                             | Óscar Bastos                  | Ángel Martín           | David Couto              |  |
| 2008                             | Aser Estévez                  | Jonathan González Rios | Pablo Torres             |  |
| 2009                             | José de Segovia               | Karol Domagalski       | Rafael Rodríguez Segarra |  |
| 2010                             | Marco Fabian                  | William Aranzazu       | Rafael Rodríguez Segarra |  |
| 2011                             | Ángel Vallejo                 | Moisés Dueñas          | José de Segovia          |  |
| Grand Prix de la ville de Vigo I |                               |                        |                          |  |
| 2012                             | Rafael Silva                  | Luís Afonso            | Marco Cunha              |  |
| 2013                             | Daniel López                  | David Raño             | José Luis Mariño         |  |
| 2014                             | José Luis Mariño              | Jonathan González      | Sergio Miguez            |  |
| 2015                             | Daniel López                  | Alejandro Magallanes   | Aser Estévez             |  |
| 2016                             | Aser Estévez                  | Cristian Mota          | Miguel Llaneza           |  |
| 2017                             | Maksym Vasyliev               | Aser Estévez           | Luis Junquera            |  |
| 2018                             | Guillermo García              | Aser Estévez           | Martín Lestido           |  |

### Grand Prix de la ville de Vigo II
| Année | Vainqueur               | Deuxième            | Troisième         |
| ----- | ----------------------- | ------------------- | ----------------- |
| 2012  | Frederico Figueiredo    | Rafael Silva        | José de Segovia   |
| 2013  | Ángel Vallejo           | Hélder Ferreira     | Jonathan González |
| 2014  | Aser Estévez            | José Luis Mariño    | Roberto Mediero   |
| 2015  |                         |                     |                   |
| 2016  | Samuel Blanco           | Martín Bouzas       | Aser Estévez      |
| 2017  | Aliaksandr Piasetski    | Vladislav Bakumenko | Aser Estévez      |
| 2018  | Jesús Rodríguez Ponciña | Ángel Gutiérrez     | Jesús Nanclares   |